# Guillaume Le Blanc
Pour les articles homonymes, voir Le Blanc.
Guillaume Le Blanc, mort en octobre 1621, est un prélat français du XVIIe siècle. Il est un parent de l'évêque de Grasse et de Vence du même nom et de l'évêque de Toulon, également du même nom.

## Biographie
Le Blanc est chanoine d'Agen et est pourvu de l'évêché de Coutances après la mort de Nicolas de Briroy, mais il meurt après un mois, sans avoir vu Coutances.

## Source
- Histoire des évêques de Coutances, 1839.